# بيلار ميدينا
بيلار ميدينا (بالإسبانية: Pilar Medina)‏ هي متسابقة ملكة الجمال وعارضة إسبانية، ولدت في 1956.